# 斯萊特斯普林斯 (密西西比州)
斯萊特斯普林斯（英語：Slate Springs）是位於美國密西西比州卡爾霍恩縣的村。

## 人口
根據2020年美國人口普查的數據，斯萊特斯普林斯的面積為3.67平方千米，皆為陸地。當地共有人口105人，而人口密度為每平方千米29人。